# まえだゆう
まえだ ゆう（まえだ ゆう、1989年〈平成元年〉4月20日 - ）は、日本の元女性タレント、元モデル。女性アイドルグループ『predia』の元メンバーで、お笑いコンビ・アスパラベーコンのアスパラ担当である。大阪府出身。プラチナムプロダクションに所属していた。愛称は、ちゃんころぴー。保育士資格を有している。2024年1月に結婚、芸能界を引退。

## 略歴
高校から短大を卒業するまで、モデルの仕事をしながら焼肉屋とお好み焼き屋でアルバイトをしており、短大卒業までに焼肉屋さんではバイトリーダーを務めるまでに信頼されていた。
2010年、短期大学卒業後に上京。モデル事務所『トラペジスト』に所属し、モデル活動を開始した。
2013年プラチナムに移籍。同年7月、諸事情で脱退した伊藤舞花の後任として『IA GIRL STARS』に加入。日野礼香と共にSUPER GT『LEXUS TEAM SARD』のレースクイーンを務めた後、同年11月、東京オートサロンのイメージガールユニット『A-class』の2014年度メンバーに選出。東京オートサロンや福岡カスタムカーショーに於いて、つのだ香澄・おのののか・森脇亜紗紀と共にステージパフォーマンスや表彰式のアテンダント役などを行った。
2014年3月30日、渋谷マウントレーニアホールにてアイドルグループ『predia』への加入を発表。前月で卒業した和泉テルミ・竹田愛からバトンを受け継ぐ形となった。加入後、prediaは日本クラウンからメジャーデビューを果たし、13枚のシングルと6枚のアルバムなどを発表したが、2022年6月5日をもって解散した。
2016年初頭から芸名の表記を「まえだゆう」にしている。
2023年6月からは、親子向けのYouTubeチャンネルとして『ちゃんちゃんちゃんねる』を立ち上げ、童謡を歌い踊る動画を公開している。
2024年1月22日、自身のInstagramにおいて結婚したことを報告。同時に11年間所属していたプラチナムプロダクションを退所し、芸能界から引退することも報告した。なお、YouTube活動は継続する。

## 人物
- かつてスリーライズに所属していたモデル・レースクイーンの前田真麻は実姉である[18]。真麻も2012年と2013年にオートサロンのイメージガールを務めており[19]、姉妹揃ってA-classを歴任していた。
- 口癖には"やっほい"、"しかし"、"つまり"、"ポリポリ"、"ふむふむ"がある。やっほいには専用の顔文字がある「＼(＾O＾)／」ちなみに、このポーズは大阪のグリコのポーズをモチーフにしており、顔文字に収まるようにデザインされたもの。また、やっほいで世界を創る事を目指している。"やっほい"と言ってると、語尾が「い」のため口角が上がり、笑顔になるから等という理由がある。"しかし"は本来の逆接ではなく、話題替えや異様な使い方をする。"ポリポリ"は頭を掻く効果音を口にしたもの。照れたり、困ったりした時に使う。
- 2014年年末頃から、一人称「ゆう」に加えて、「ちゃん」「ちゃんころぴー」を使用している。一部のprediaメンバーも「ちゃん」と呼ぶ。「ちゃんころぴー」の理由は、prediaに入って、「ちゃんゆう」から「ちゃん」と呼ばれるようになって、 短いと思って「ちゃんころぴー」にしました。リリースイベントの早朝の渋谷に集められた、prediaのメンバーに、突然、今日から 「ちゃんころぴー」になるから呼んでねと告げた。その時、メンバーは唖然としていた。
- "びーたむそんそんそん"というチワワの愛犬が居る。家族そして親友である[20]。
- 憧れは忍者。理由は自身が何をしてもバレてしまうため、「スッ」と隠密行動の得意な忍者をかっこよく感じており、そのようになりたいから。2015年2月22日[注 3]放送の『FM NACK5 I Meet Up!』に出演した際、2月22日はニン・ニン・ニンで忍者の日であり、3本の指に入るほど大事な日と明言している。元々はカクレンジャーが大好きであり、他にも、ミュータント・タートルズが好きである[21]。
- 好きな男性のタイプはタフィー・ローズ。好きな理由を求められると照れてしまうほど。また携帯にビックリマン風のローズのシールを貼り、初恋の相手と明言するほどの大ファンである。幼少期に父親と球場へ観戦に行った際に、練習中のローズからウィンクを貰ったため。外国人の野球選手が好きで、他にも、ケーシー・マギー選手もお気に入りである。 実は、野球一家で、パパが特に野球を見ていたことが影響に残っている。いつか、始球式をやるのが夢である。
- 勝手に抜けてしまった毛は仕方ないものの、抜こうと思って抜けた毛は袋に入れて持って帰ると言うほどゴミに関して異様な思い入れがあり、ゴミ捨てしてる間に寝られなくなってしまうことがあるとも語っている。
- ライブ中は、ほぼポニーテールである。
- 2015年『アスパラベーコン』を結成した。相方は同じくprediaのメンバーでもあった林弓束[注 4]である。前田＝アスパラ、林＝ベーコンとして活動しており、それぞれの担当がヤッホイ担当・ボケ&ツッコミ担当である。
- 元タレントの角川慶子が代表を務める保育園『駒沢の森こども園』に保育士として勤務している（2016年時点[24]）。
- 億万長者になったら、「やっほい島」の村長（?）としての職に就き、「やっほいヽ(＾O＾)/」で挨拶を交わすような島を作りたいという。
- 資格：運転免許（ゴールド免許）：特に大阪に帰ったときに運転する

### 交友関係
- A-classで共働したおのののかと仲が良い。2014年8月4日放送の『うわっ!ダマされた大賞 2014夏』（日本テレビ系）では、岩盤浴店に入ったおのと前田が、ワッキー（ペナルティ）扮する変態おじさんに脅かされ、“変態のしもべ”にされるというドッキリがオンエアされた[25]。
- もえのあずきや桃とも交流が深く、もえののブログでは一緒に食事する場面が見受けられる[26]。

## 作品

### アルバム
A-class
- TOKYO AUTOSALON 2014 presents EVOLUTION #10（2014年1月10日、AQC1-76203）[注 5]
  - Jumpin'、Someone Over The Rainbow

IA GIRL STARS
- CiRCUiT BEATS -SUPER GT 20th ANNIVERSARY-（2013年10月30日、MHCL-2385/8）- EAN 4582290395685。
  - アメリカ〜We are all right!〜 IA GIRL STARS Version

## 出演

### テレビ
- クイズ!先端tic（2011年7月2日 - 9日、TOKYO MX） - 共演・田中里奈、武智志穂[27]。
- 旅ヌード「エネルギッシュな街 韓国で幸せ探し旅」（2013年11月27日 - 12月18日、テレビ東京） - 共演・水樹心春[28]。
- ナカイの窓「バラエティの一席を奪い合う女たち」（2016年2月24日、日本テレビ） - 共演：千秋、菊地亜美、小池美由、藤田ニコル、鈴木奈々。
- Japan in Motion（2019年4月～、テレビ新広島） - レギュラーナビゲーター[29]

### WEB
- 美女ランチ（2016年9月19日 - 9月23日、12月23日、AbemaTV）
- ニコ生☆音楽王（2017年2月14日ニコニコ生放送）
- ぶらり路上プロレス（2017年4月 - 、#17 - 18、Amazonプライム・ビデオ） - 旅人

### ラジオ
- オレたちゴチャ・まぜっ!〜集まれヤンヤン〜（2015年4月18日 - 2016年4月9日・2019年6月16日、MBSラジオ） - ヤンヤンガールズ7期生。
- iFLYER presents What’s going on?（2012年 - 2013年12月、block.fm）[30]

### イベント
- GirlsAward 2015S/S[31]、2015A/W[32]、2016S/S[33]